# Petya Tsekova
Petya Tsekova est une ancienne joueuse bulgare de volley-ball née le 13 octobre 1986 à Vratsa. Elle mesure 1,90 m et  jouait au poste d'attaquante.

## Clubs
| Club                          | De        | À         |
| ----------------------------- | --------- | --------- |
| Akademik Sofia                | 2004-2005 | 2005-2006 |
| CSKA Sofia                    | 2006-2007 | 2006-2007 |
| KS Pałac Bydgoszcz            | 2007-2008 | 2007-2008 |
| Santeramo Sport               | 2008-2009 | 2008-2009 |
| Joy Volley Vicenza            | 2009-2010 | 2009-2010 |
| Volley Soverato               | 2010-2011 | 2010-2011 |
| Pallavolo Pontecagnano Faiano | 2011-2012 | 2011-2012 |
| Evreux Volley-Ball            | 2012-2013 | 2012-2013 |
| ASPTT Mulhouse                | 2013-2014 | 2014-2015 |
| CHEV Diekirch                 | 2016-2017 | 2016-2017 |

## Palmarès
- Championnat de Bulgarie
  - Vainqueur : 2007.
- Championnat du Luxembourg
  - Finaliste : 2017.